# 朱元璋灭陈友谅之战
朱元璋灭陳友諒之战，韩宋龙凤六年（元顺帝至正二十年，1360年）至龙凤十年（至正二十四年，1364年），吴国公朱元璋攻灭汉帝陈友谅的战争。
元末民变后期，长江流域的应天府（今江苏省南京市）朱元璋、平江府（今江苏省苏州市）张士诚、武昌府（今湖北省武汉市）陈友谅三大反元势力，互相武力兼并。朱元璋为了避免两面作战，决定西攻东守。1360年二月，自称汉王的陈友谅，派兵进攻福建，并准备进攻朱元璋占据的池州。朱元璋派常遇春到池州，与徐达一起加强防御。五月，陈友谅派兵进攻池州，遭到失败。同年五月，陈友谅亲率水军十万攻占太平（今安徽省当涂县），杀死朱元璋大将花云，随后陈友谅杀死自己的主公天完皇帝徐寿辉，自称大汉皇帝。随后进攻应天府，朱元璋派康茂才诱敌深入，在龙湾（今江苏南京市下关一带）击败陈友谅，陈友谅退回江州（今江西省九江市）。七月，陈友谅派兵攻占安庆。八月，朱元璋率领水陆大军西进，夺回安庆。陈友谅在长江沿岸的守军不战而溃。朱元璋攻下湖口，两面夹击，在江州大败陈友谅，汉军退守武昌。朱元璋攻下南康府（今江西省星子县）。蕲州（今湖北省蕲春县西南）、黄州（今湖北省黄冈市）、饶州（今江西省饶阳县）降附朱元璋。
1363年四月，陈友谅以朱元璋北援安丰，率号称六十万大军围攻洪都（今江西省南昌市）。朱元璋派都督朱文正坚守，命徐达、常遇春从庐州救援龙兴。七月，朱元璋与徐达、常遇春等率舟师二十万进至鄱阳湖，经过鄱阳湖之战，陈友谅中箭身亡。陈友谅次子陈理等逃回武昌。1364年二月，朱元璋率军围攻武昌，陈理投降。陈友谅所辖长江中游地区，被朱元璋夺得。